# Rasszvet

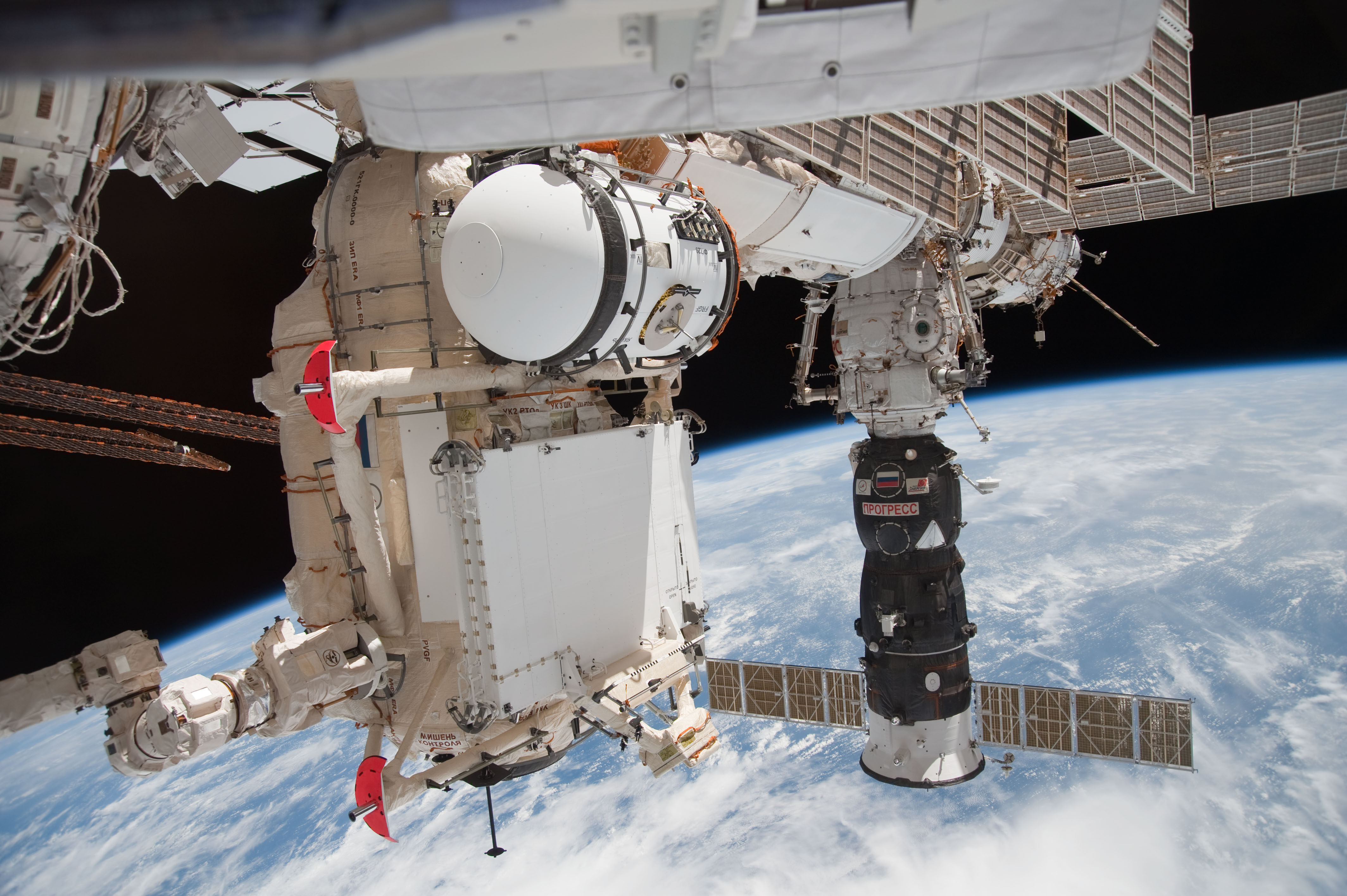
A Rasszvet modul a Kupolából

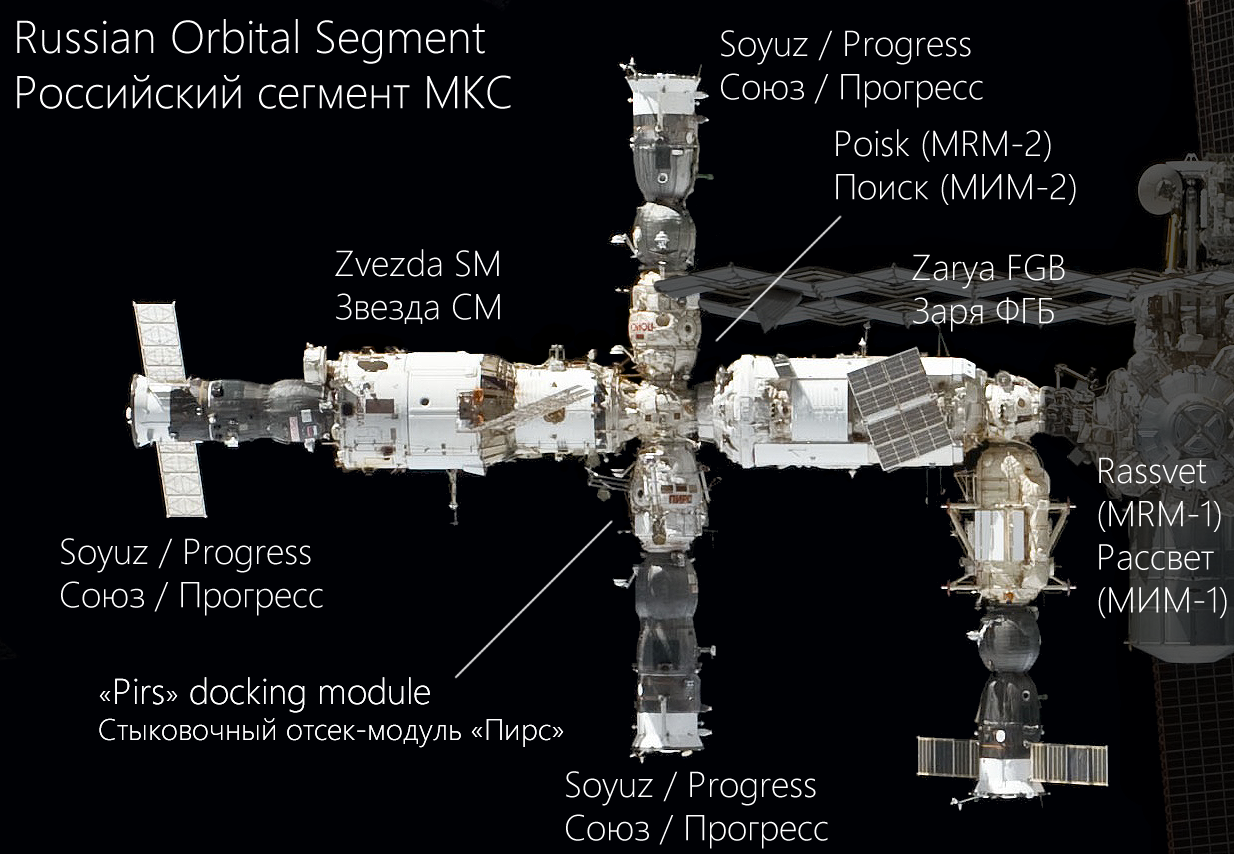
Az MRM-1 modul elhelyezkedése a Nemzetközi Űrállomás orosz szegmensében

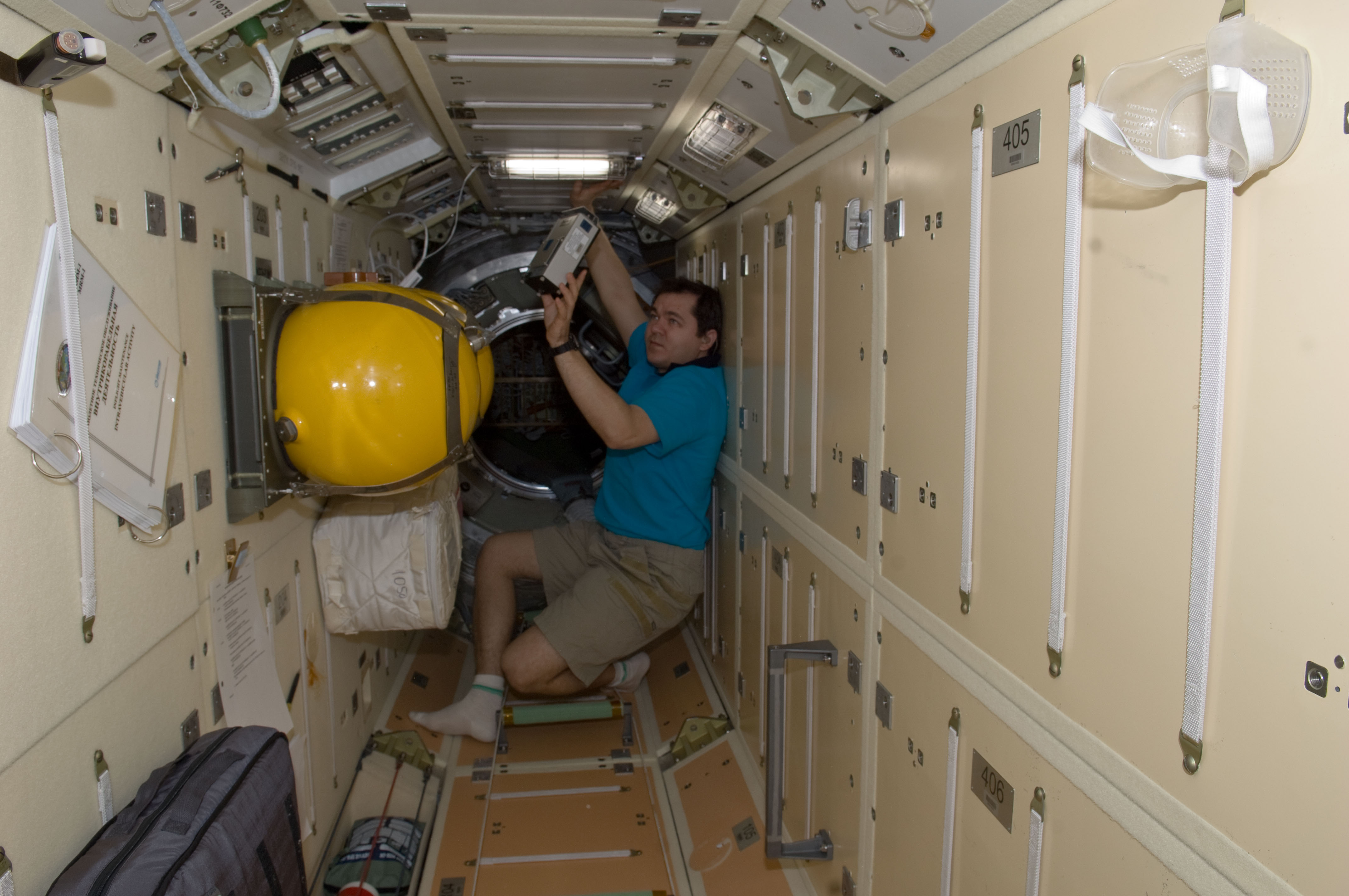
A Rasszvet modul belseje

A Rasszvet (oroszul: Рассвет, magyarul: napfelkelte) vagy Mini-Research Module 1 a Nemzetközi Űrállomás egyik orosz eleme. Főleg tárolásra és dokkoló portnak használják. 2010. május 14-én vitte fel az Atlantis űrrepülőgép az STS–132 küldetésen. Elsőként a Szojuz TMA–19 csatlakozott rá 2010. június 28-án.
A modul hivatalos megjelölése eredetileg Docking Cargo Module (DCM), magyarul: „dokkoló és raktármodul” volt. Az orosz fél 2008-ban változtatta meg az eredetileg használt elnevezést MRM-1-re (Mini Research Module-1, magyarul: Mini Kutatómodul-1). majd 2009-ben a Rasszvet nevet kapta.
A NASA és a Roszkozmosz által 2007. április 19-én aláírt szerződésben az orosz fél vállalta egy amerikai finanszírozású dokkolómodul megépítését, ami amerikai felszerelés raktározására is szolgálna.
Az orosz DSM modul törlése miatt, ha a Node-3 modult a Unity modul alsó csatlakozójára helyezik, akkor a Zarja modul alsó dokkolója nem lesz hozzáférhető az orosz űrhajók számára. Mivel a Nemzetközi Űrállomás tervezett hatfős személyzetének fenntartásához egyszerre legalább két Szojuz űrhajónak kell az űrállomáshoz kapcsolódnia, ezért szükség volt a Zarja modul alsó dokkolójának meghosszabbítására egy a DSM modult kiváltó kisebb modullal.
A modult a törölt SPP egység hermetikus részének földi tesztpéldányából alakították ki. A munkálatok 2007-ben elkezdődtek. A modul belterében és a külső részén egyaránt szállít rakományt az űrállomásra. A külső részén szállított felszerelés legnagyobb része a későbbre tervezett MLM modulon lesz elhelyezve; ennek legnagyobb elemei egy teherzsilip, egy új kísérleti radiátor az űrállomás orosz részegységének hőszabályozó rendszeréhez és egy tartalék csukló az Európai Robotkar (ERA) részére.

## Adatok
- Starttömeg: 8,2 tonna;
- Rakomány tömege: 4,78 tonna;
- Hosszúság: 5,5 méter; (hermetikus rész)
- Átmérő: 2,2 méter; (hermetikus rész)

## Külső hivatkozások
- CONTRACT RELEASE : C07-18 NASA Extends Contract With Russia’s Federal Space Agency (angolul)
- Russian payload nestled into Atlantis' bay for launch – Spaceflight Now (2010-04-26) (angolul)
- Mini-Research Module, MIM1, Rassvet (angolul)